# جوناثان لويز موريرا روزا جونيور
جوناثان لويز موريرا روزا جونيور هو لاعب كرة قدم برازيلي في مركز الهجوم، ولد في 1998 في Capão da Canoa ‏ في البرازيل. لعب مع نادي أفاي لكرة القدم.

## وصلات خارجية
- جوناثان لويز موريرا روزا جونيور على موقع Soccerway.com (الإنجليزية)